# Robert Nkili
Robert Nkili (nascido em 1945 em Endom, Camarões) é um político camaronês. Foi Ministro do Trabalho entre 2002 e 2011 e depois Ministro dos Transportes entre 2011 e 2015. Foi nomeado senador da Região do Centro em 31 de março de 2023 pelo Presidente da República Paul Biya.

## Biografia
Robert Nkili nasceu em 6 de julho de 1945 em Endom, no departamento de Nyong-et-Mfoumou. Ele é o irmão mais novo de Jeanne-Irène Biya, primeira-dama dos Camarões de 1982 a 1992.

### Carreira
Em 1990, Robert Nkili foi inspetor geral de pedagogia no Ministério da Educação dos Camarões. Em 24 de agosto de 2002, foi nomeado Ministro do Emprego, Trabalho e Previdência Social. Em 8 de dezembro de 2004, na sequência da reestruturação do governo, tornou-se Ministro do Trabalho e da Segurança Social.
Em 9 de dezembro de 2011, foi nomeado Ministro dos Transportes.
Deixou o governo em 2 de outubro de 2015.
Robert Nkili é um militante da Reunião Democrática do Povo de Camarões (RDPC), sendo membro titular do comitê central.